# Druckerei Konstanz

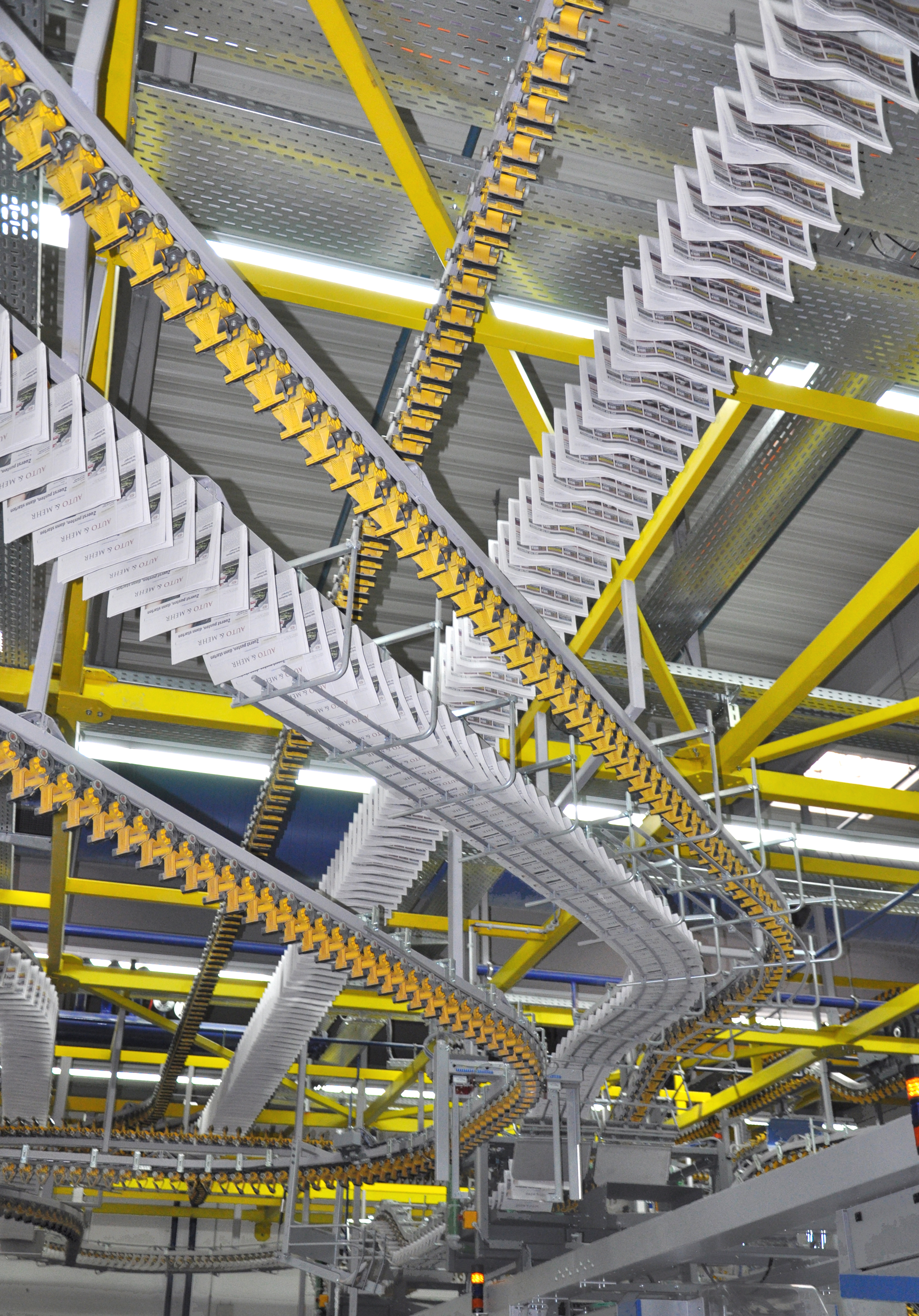
Druckweiterverarbeitung der Druckerei Konstanz

Die Druckerei Konstanz GmbH ist eines der größten Druckhäuser in Baden-Württemberg. Neben dem Südkurier werden hier unter anderem Kundenzeitungen, Messezeitungen, Magazine und Werbebeilagen gedruckt.

## Geschichte
Das Unternehmen Druckerei am Fischmarkt gehörte im Jahre 1927 dem Verlag Reuß & Itta an, welcher die Konstanzer Zeitung herausgab. Firmensitz war zur damaligen Zeit noch der Fischmarkt in der Innenstadt von Konstanz, darum bildet das heutige Firmenlogo immer noch zwei ineinandergreifende Fische ab.
1945 nach dem Zweiten Weltkrieg wurde die Druckerei von der Südkurier GmbH erworben. Anfänglich wurde in der Zeitungsdruckerei am Fischmarkt eine Ausgabe pro Woche gedruckt.
Im Jahr 1974 wurde der Name Druckerei am Fischmarkt nach amtlicher Bestätigung zu Druckerei und Verlagsanstalt Konstanz GmbH umgewandelt.
1989 entschloss sich die Druckerei, um wirtschaftlich rentabel zu bleiben, zum Bau eines neuen Druckzentrums im Konstanzer Industriegebiet. Mit Inbetriebnahme des neuen Druckzentrums im Jahr 1990 wurde der Name des Unternehmens in Druckerei Konstanz GmbH geändert. Im selben Jahr wurde die Unternehmensgruppe Südkurier Medienhaus zu 100 % in die Verlagsgruppe Georg von Holtzbrinck eingegliedert, 2011 von dieser mehrheitlich (51 %) an die Mediengruppe Pressedruck aus Augsburg verkauft.

## Unternehmen
Mit dem neuen Unternehmenssitz wurde auch die neue Druckmaschine KBA Express eingeweiht. Diese druckte 20 Jahre durchgehend, bis sie 2010 durch eine neue Druckmaschine der KBA Cortina von Koenig & Bauer ersetzt wurde. Die Druckweiterverarbeitung erfolgt mit Versandraumlinien von FERAG.
Im Jahr werden in der Druckerei Konstanz derzeit über 120 Mio. Zeitungen und zeitungsähnliche Publikationen gedruckt und 11.000 t Papier verbraucht. Die Zustellung der Publikationen erfolgt durch Partnerunternehmen wie „Direkt Kurier Zustell GmbH“ und „PSG“. Briefzustellungen werden von arriva übernommen.

## Umweltengagement
In der Druckerei Konstanz GmbH wird auf umweltfreundlichem Recycling-Papier gedruckt. Die KBA Cortina Druckmaschine arbeitet weitgehend chemiefrei, spart jährlich 15 % Energie und 430.000 l Wasser in der Produktion ein.
Ende Oktober 2013 wurde ein modernes Blockheizkraftwerk in Betrieb genommen. Damit nutzt das Unternehmen das Prinzip der Kraft-Wärme-Kopplung (KWK): Sowohl der Strom als auch die entstehende Abwärme werden genutzt. Weitere Vorteile des Blockheizkraftwerks sind neben dem geringeren Energieverlust geringere Emissionen sowie die Entlastung des elektrischen Netzes. 